# Caterham Super Seven
El Caterham Super Seven es un automóvil deportivo producido por Caterham, que recrea al Lotus Seven. El Super Seven tiene motores de 4 cilindros en línea de 1,6 l y 1,8 l, con un potencias de 115 y 165 CV respectivamente, y cuenta con tracción en las cuatro ruedas.
El precio del Super Seven puede llegar a ser de más de 40.000 euros.
El Super Seven alcanza una velocidad máxima de 196 km/h. Su consumo es de 8,8 litros cada 100 km. El vehículo mide 3380 mm de largo, 1575 mm de ancho y 1010 mm de alto y el maletero puede albergar hasta 200 litros de equipaje. El Super Seven tiene una caja de cambios manual de 5 velocidades. Sus versiones incluyen la Super Seven K 1.6 y la Super Seven K 1.8 WC.
- Datos: Q5758677